# Envy (banda)
Envy es una banda de screamo y hardcore punk nacida en Tokio, Japón. Debido a que tienen muchos seguidores fuera de Japón, firmaron contrato con la discográfica Rock Action Records en Europa y con Temporary Residence Limited en América del Norte, aunque inicialmente trabajó con Level Plane. El vocalista de la banda, Tetsuya Fukagawa, fue destacado por la canción I Chose Horses, del álbum Mr Beast, perteneciente a la banda de post-rock Mogwai, la misma banda que es propietaria y operadora de Rock Action Records. Actualmente en Europa están con el sello alemán Pelagic Records junto a otras bandas hermanas como Mono (banda) o The Ocean (banda)

## Miembros
- Tetsuya Fukagawa - voz y secuenciador
- Nobukata Kawai - guitarra
- Masahiro Tobita - guitarra
- Manabu Nakagawa - bajo
- Dairoku Seki - batería

## Discografía

### EP
- 1996 - Breathing and dying in this place
- 1999 - Angel's curse whispered in the edge of despair
- 2000 - Burning out the memories
- 2000 - Eyes of a single-eared prophet
- 2000 - The eyes of final proof
- 2007 - Abyssal

### Split
- 1997 - Envy/Endeavor
- 1997 - Envy/Sixpence
- 2000 - Envy/This Machine Kills
- 2002 - Our dreams walking their way (con Iscariote)
- 2003 - Yaphet Kotto - This Machine Kills - Envy
- 2008 - Envy/Thursday
- 2008 - Envy/Jesu

### Álbumes
- 1998 - From here to eternity
- 2001 - All the Footprints You've Ever Left and the Fear Expecting Ahead
- 2003 - A dead sinking story
- 2006 - Insomniac doze
- 2010 - Recitation
- 2015 - Atheist Cornea
- 2020 - The Fallen Crimson
- 2020 - Last Wish - Live At Liquidroom Tokyo

### Compilaciones
- 2005 - Compiled fragments 1997-2003

### DVD
- 2007 - Transfovista